# Valeriano Hernandez
Valeriano Hernandez (San Jose, 12 december 1858 - 7 september 1922) was een Filipijns schrijver. Hernandez schreef in het Tagalog en wordt wel omschreven als de "vader van de Tagalog roman". 

## Biografie
Valeriano Hernandez werd wees op zijn 17e. Hij voorzag in zijn levensonderhoud en dat van zijn twee zussen door een baan als griffier in Bulacan (toen nog Malolos geheten). In 1900 ging hij werken voor Ang Kaluwagan, dat in datzelfde jaar werd hernoemd naar Kapatid ng Bayan (Broer van het Land). In deze periodiek verschijnende publicatie waren regelmatig verhalen van de hand van Hernandez te lezen, waaronder Unang Bulaklak, Pahimakas ng Isang Ina en Miminsan Akong Umibig.
Zijn bekendste roman is echter Nena at Neneng, dat voor het eerst in 1903 in de krant Muling Pagsilang verscheen en twee jaar later in boekvorm werd gepubliceerd. Dit boek wordt wel beschouwd als de eerste roman in het Tagalog en leverde Hernandez de eretitel "vader van de Tagalog roman" op.